# Holly Williams
Holly Williams (Nashville, 12 maart 1981) is een Amerikaans zangeres in de stijlen Americana, folk en countrymuziek. Ze stamt uit een muzikale familie met Hank Williams jr. en sr. als voorouders.

## Biografie
Williams is de tweede dochter van Hank Williams jr. en zijn toenmalige vrouw Becky. Haar vader en vooral haar grootvader Hank Williams sr. hadden wereldwijd roem als countryzanger. Verder zijn ook haar zus Hilary en halfbroer Hank III bekend geworden in de muziek.
Ondanks haar muzikale roots en enkele liedjes die ze op haar achtste schreef, had ze zelf eerst geen interesse in de muziekwereld en wilde ze liever model worden. Tijdens haar tienerjaren nam haar vader haar geregeld mee tijdens optredens en ze was pas zeventien toen ze zelf interesse kreeg in gitaar spelen en het schrijven van liedjes. Na haar highschool besloot ze een jaar uit te trekken om de muziek een kans te geven. In Los Angeles studeerde ze pianospelen en songwriting en bezocht ze enkele concerten om haar richting te vinden.
Nadat Ron Sexsmith haar songteksten hoorde, mocht ze met hem mee tijdens zijn Europese tournee in 2003. Ook trad ze tien jaar later nog eens met hem op in Europa. In 2003 gaf ze haar eerste EP uit en ging ze op tournee met Billy Bob Thornton. Hierna tekende ze bij het label Universal South voor een compleet album. Alle nummers op haar debuutalbum The ones we never knew schreef ze zelf en de productie nam ze samen met Monroe Jones ter hand. Van de single Sometimes bracht ze ook een videoclip uit, maar het album noch de single kenden een hitnotering.
Op 15 maart 2006 kregen zij en haar zus Hilary een auto-ongeluk toen haar zus de macht over het stuur verloor. Hilary was er het ergst aan toe en verbleef enkele maanden in kritieke toestand op de intensive care. Holly was zelf ook zwaargewond, met gebroken polsen, een gebroken been, en allerlei wonden en kneuzingen. Met haar rechterarm kon ze vijf maanden niet meer gitaar spelen. Vervolgens opende ze in 2007 haar eigen kledingwinkel en trouwde ze in 2009 met Chris Coleman, een multi-instrumentalist en drummer van onder meer Luna Halo.
In 2009 bracht ze haar tweede album Here with me uit dat in de hitparades terechtkwam. Het bereikte zelfs de nummer 1-positie van de Top Heatseekers, een lijst voor veelbelovend nieuw werk, en kwam in de Top Country Albums op nummer 37 terecht. Van het album verschenen meerdere singles.
In 2013 kwam ze met haar derde album, The Highway, dat ze geheel naar haar eigen hand zette en zelf financierde. Het album bracht ze uit via het Georgiana Records dat van haarzelf en haar man is. Het album werd geproduceerd door Charlie Peacock die in 2012 een Grammy Award won (met The Civil Wars). Ze schreef bijna alle liedjes zelf en op het album zijn gastoptredens te horen van Jackson Browne, Jakob Dylan, Dierks Bentley en Gwyneth Paltrow. Het album bereikte nummer 18 in de Top Country Albums en nummer 11 in de Top Heatseekers. Van het album verschenen enkele hitsingles: Keep the Change op 53 en Mama op 55.
- Bibliothèque nationale de France: cb150451423 (data)
- Gemeinsame Normdatei: 133497097
- International Standard Name Identifier: 0000 0000 4465 7937
- Library of Congress Control Number: no2004109790
- MusicBrainz: 0aac51db-d89e-420b-a2e4-515ca763eadd
- Nationale Bibliotheek van Tsjechië: xx0198130
- Virtual International Authority File: 66751037
- WorldCat: E39PBJrC8V3YxqBxyFYYHWVgrq